# Předseda vlády Maroka
V čele marocké vlády stojí předseda vlády, který zastává podobnou funkci jako předseda vlády v jiných konstitučních monarchiích.
Předsedu vlády vybírá marocký král z řad zástupců strany s největším počtem hlasů ve volbách do parlamentu. Marocká ústava uděluje vládě výkonné pravomoci a umožňuje předsedovi vlády navrhovat a odvolávat členy vlády.

## Seznam předsedů vlád Maroka
| Seznam předsedů vlád Maroka | Seznam předsedů vlád Maroka | Seznam předsedů vlád Maroka | Seznam předsedů vlád Maroka                                                                                | Seznam předsedů vlád Maroka                    |
| Pořadí                      | Jméno                       | Portrét                     | Doba úřadu                                                                                                 | Panovník                                       |
| --------------------------- | --------------------------- | --------------------------- | --- | ---------------------------------------------- |
| 1                           | Mbarek Bekkaj               |                             | 7. prosince 1955 – 12. května 1958                                                                         | Muhammad V.                                    |
| 2                           | Ahmed Balafrej              |                             | 12. května 1958 – 16. prosince 1958                                                                        | Muhammad V.                                    |
| 3                           | Abdallah Ibrahim            |                             | 16. prosince 1958 – 20. května 1960 (nahrazen vládnoucím panovníkem)                                       | Muhammad V.                                    |
| 4                           | Ahmed Bahnini               |                             | 13. listopadu 1963 – 7. června 1965 (nahrazen vládnoucím panovníkem)                                       | Hasan II.                                      |
| 5                           | Mohamed Benhima             |                             | 7. července 1967 – 6. října 1969                                                                           | Hasan II.                                      |
| 6                           | Ahmed Laraki                |                             | 6. října 1969 – 6. srpna 1971                                                                              | Hasan II.                                      |
| 7                           | Muhammad Karim Lamrani      |                             | - 6. srpna 1971 – 2. listopadu1972 - 30. listopadu 1983 – 30. září 1986 - 11. srpna 1992 – 25. května 1994 | Hasan II.                                      |
| 8                           | Ahmed Osman                 |                             | 2. listopadu 1972 – 22. března 1979                                                                        | Hasan II.                                      |
| 9                           | Maati Bouabid               |                             | 22. března 1979 – 30. listopadu 1983                                                                       | Hasan II.                                      |
| 10                          | Azzeddine Laraki            |                             | 30. září 1986 – 11. srpna 1992                                                                             | Hasan II.                                      |
| 11                          | Abdellatif Filali           |                             | 25. května 1994 – 4. února 1998                                                                            | Hasan II.                                      |
| 12                          | Abderrahmán Jussúfí         |                             | 4. února 1998 – 9. října 2002                                                                              | Hasan II. (1998–1999), Muhammad VI.(1999–2002) |
| 13                          | Driss Jettú                 |                             | 9. října 2002 – 19. září 2007                                                                              | Muhammad VI.                                   |
| 14                          | Abbás Fásí                  |                             | 19. září 2007 – 29. listopadu 2011                                                                         | Muhammad VI.                                   |
| 15                          | Abdelilah Benkirane         |                             | 29. listopadu 2011 – 5. dubna 2017                                                                         | Muhammad VI.                                   |
| 16                          | Saadaddín Usmání            |                             | 5. dubna 2017 – 10. září 2021                                                                              | Muhammad VI.                                   |
| 17                          | Azíz Achanúš                |                             | 10. září 2021 – současnost                                                                                 | Muhammad VI.                                   |